# Wild Man Blues
Wild Man Blues es un documental dirigido por Barbara Kopple acerca de la gira que realizó Woody Allen y su banda de jazz por Europa a finales de la década de 1990. 
El documental destaca por mostrar el lado no cinematográfico de Allen, mostrando su faceta casi desconocida de músico (él compuso la música original de su película El dormilón). Con un estilo de jazz muy rudimentario (el primer jazz que se tocaba en Nueva Orleans), Allen toca el clarinete mientras recorre las ciudades más importantes del Viejo Continente: Madrid, París, Venecia y Roma entre otras. 
La cámara de Kopple sigue al cineasta y músico en sus recorridos por las ciudades, en la habitación de su hotel (confirmando que las fobias de los personajes de Woody Allen son las suyas propias, además de su obsesivo cariño hacia su natal Nueva York) y, por supuesto, en algunos de sus conciertos, mientras él y su banda ejecutan canciones de jazz instrumental, en su mayoría.
Uno de los aspectos más interesantes del documental resulta el hecho de conocer por fin a sus padres, especialmente a la madre, Nettie -muy parecida físicamente a Woody- ya que en la ficción han aparecido de forma recurrente en sus filmes, sin que tengan mucho que ver con la realidad.
- Datos: Q1083938